# Komrowski
Die Komrowski Befrachtungskontor KG (GmbH & Co.) ist ein deutsches Reederei-, Schifffahrts- und Handelsunternehmen mit Sitz in Hamburg. Beginnend mit einem Handelshaus und einer 1923 für dieses Unternehmen unter Ernst Komrowski begründeten Reederei, ist die Komrowski-Gruppe heute ein international tätiges Unternehmen und wird in dritter Generation von der Familie Komrowski geführt.
Komrowski ist sowohl im Bereich von Befrachtung, Charter und Betrieb, sowie im Neubau, Kauf und Verkauf von Handelsschiffen und den damit verbundenen technischen Dienstleistung und der Besatzung, als auch im Finanzierungsgeschäft mit der Tochtergesellschaft Montan Capital aktiv.
Durch Übernahme der Flotte der Blue Star-Reederei vom dänischen Unternehmen Maersk hat Komrowski im Jahr 2009 die Zahl seiner Schiffe auf über 50 erhöht. Die Flotte umfasst neben Mehrzweckschiffen und Containerschiffen auch Feederschiffe und Massengutfrachter, die zum Teil verchartert sind.

## Gründung
Die Reederei wurde 1923 als Ernst Komrowski Reederei, Hamburg, von Ernst Komrowski gegründet, damit das Handelshaus Dobbertin & Co., an dem er beteiligt war, vom Frachtenmarkt der Schiffe unabhängiger wurde. Das Handelshaus war von Carl Dobbertin und Komrowski 1912 in Hamburg gegründet worden und vermarktete vornehmlich die Eisen- und Stahlprodukte vom Walzwerk der Gebr. Stumm. Dieser Weg einer Reedereigründung war zu dieser Zeit üblich, viele deutsche Reedereien entstanden als Ableger von Handelshäusern.

## Das erste Schiff 1923
Das kleine Schiff Montan mit 244 tdw (450 tdw nach Reederei-Angabe), abgeliefert 1923 von der Frerichswerft, war das erste Schiff der jungen Reederei. Heute würde man es als Rhein-Seeschiff bezeichnen. Für das Handelshaus wurden auf der Hinreise Eisen- und Stahlerzeugnisse aus dem Ruhrgebiet nach Hamburg und Rotterdam befördert. Auf der Rückreise wurde vorwiegend landwirtschaftliche Produkte transportiert. Aufgrund der schnell wachsenden Geschäfte und Ladungen wurde die Montan schon bald wieder verkauft. 1924 wurden mit der Mangan und Methan zwei weitere, mit 700 tdw deutlich größere Schiffe, von der Werft J. Frerichs übernommen. Diese Schiffe blieben 13 bzw. 33 Jahre im Besitz der Reederei.

## Der Montanhof 1925

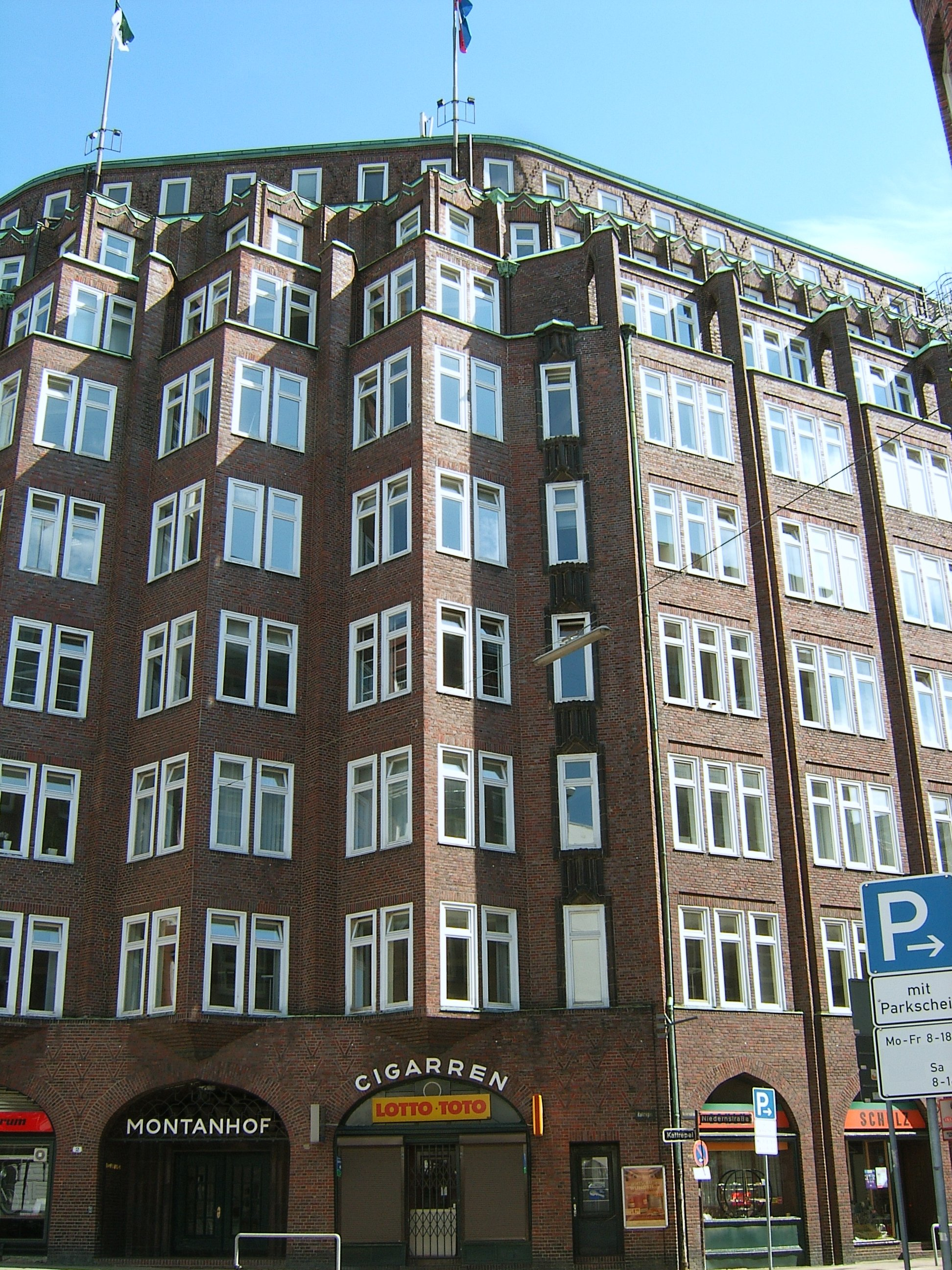
Der Montanhof im Kontorhausviertel, bis heute Hauptgeschäftssitz der Komrowski Gruppe

1925 bezog das Handelshaus das eigene als Montanhof bezeichnete Kontorhaus, in dem das Komrowski Befrachtungskontor KG auch heute noch seinen Sitz hat. 1938 erfolgt die Trennung von Partner Carl Dobbertin.
Um 1941 eine Angliederung der Hamburg-Amerika Linie (HAPAG) an die am 15. Juli 1937 gegründeten Reichswerke Hermann Göring zu verhindern, beteiligten sich Hamburger Reeder an einer Rückkaufaktion der in Staatsbesitz befindlichen Aktien. Dadurch kaufte auch Ernst Komrowski ein Aktienpaket und zog in den Aufsichtsrat der Hapag ein. Nach dem Krieg war er durch diese Funktion auch an deren Wiederaufbau beteiligt. Aufgrund interner Machtkämpfe verkaufte er seine Aktien 1954.

## Ausbau der Flotte (1927–1945)

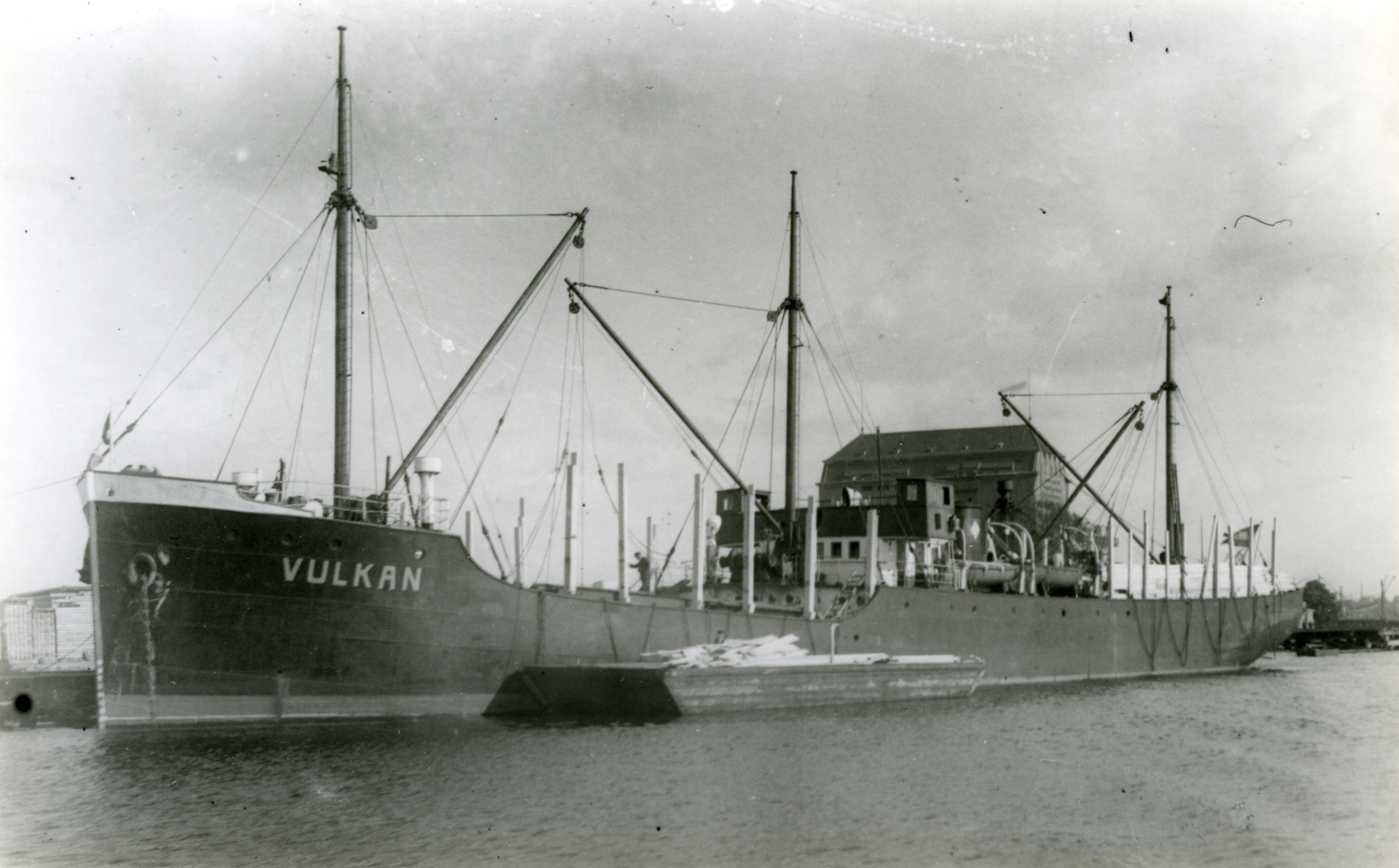
Die 1927 gebaute Vulkan

1927 ergänzte die von der Union Gießerei Königsberg neu gebaute Vulkan mit 1.430 tdw die kleine Flotte auf drei Schiffe. Die Egeran (ex. Dortmund, gebaut 1900 beim Bremer Vulkan) mit 1090 tdw wurde wie die Heluan (Bauj. 1896, 800 tdw) 1931 gekauft. Beide wurden von einer Dreifach-Expansionsmaschine angetrieben.
Die Montan (II), die Adrian und die Heluan (II) wurden von 1934 bis 1936 von der Friedr. Krupp AG Germaniawerft in Kiel abgeliefert. Sie hatten Tragfähigkeiten von 1.700 – 2.450 tdw und die Heluan war mit 2450 tdw ein Riese auf dem Rhein. 1938 wurde die Balkan (Bauj. 1924, ex. Clanwood, 3.450 tdw) und 1939 die Eberstein (Bauj. 1905, ex. California, 7.200 tdw) übernommen. Zwei weitere Schiffe, die Egeran (II) und die 1907 gebaute Mangan (II) vergrößerten 1940 die Flotte, die danach durch den Krieg und Schiffsablieferungen an die Siegermächte nach dem Krieg auf zwei Schiffe reduziert wurden.

## Neubeginn nach dem Zweiten Weltkrieg
Nur die kleine Methan mit 700 tdw und das Wrack der Mangan (II), die Ende des Zweiten Weltkrieges im Hamburger Hafen von einer Bombe getroffen wurde, verblieben der Reederei. Aber zu dieser Zeit war auch ein Wrack interessant, da größere Schiffe nicht gebaut werden durften. Wracks durften jedoch repariert werden, auch wenn es, wie bei der Mangan, zu einer 80%igen Erneuerung kam. Durch die veränderten Bedingungen der Exportverträge fiel es der Reederei schwer, die Schiffe mit eigener Ladung zu beschäftigen. Daher wurden die Schiffe an die HAPAG verchartert, deren Flotte weitgehend an die Siegermächte abgeliefert werden musste.
So fuhr der 6.000-tdw-Frachter Montan (III) (ex. Granny Suzanne, Bauj. 1929) vier Jahre bei der HAPAG in Zeitcharter. Die 1952 von der Deutschen Werft abgelieferte Vulkan (II) mit 7.100 tdw verfügte über elegante Einrichtungen für zwölf Passagiere. Sie wurde ebenfalls von der HAPAG gechartert und im Nordatlantik-Liniendienst auch als Postschiff eingesetzt.
Die Heluan (ebenso Deutsche Werft) mit niedrigem Brückenhaus und klappbaren Masten mit Ladegeschirr ausgestattet, war mit 2.400 tdw lange Zeit das größte Schiff auf dem Rhein.

## Komrowski Befrachtungskontor GmbH (1953–1978)

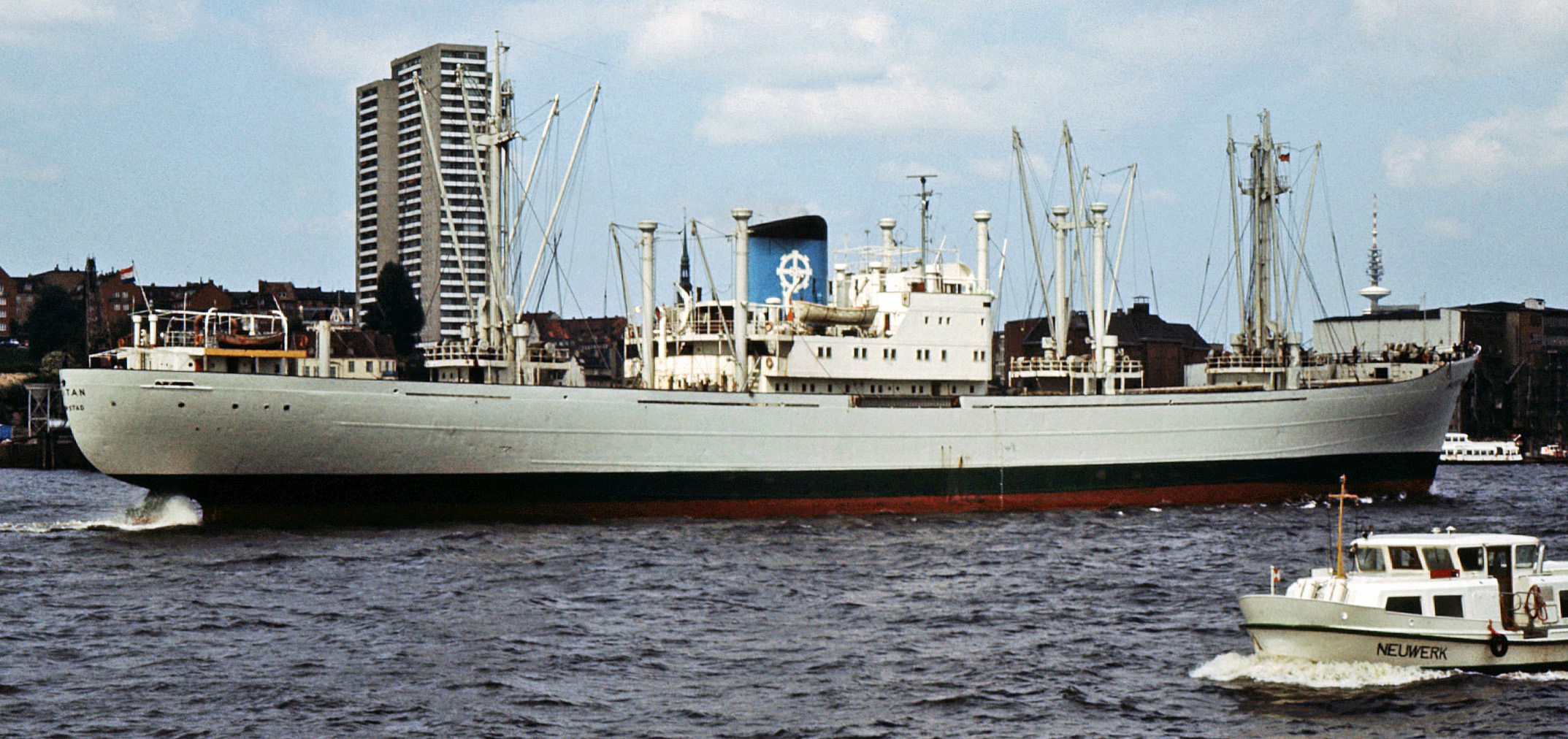
Stückgutfrachter Montan (1975)

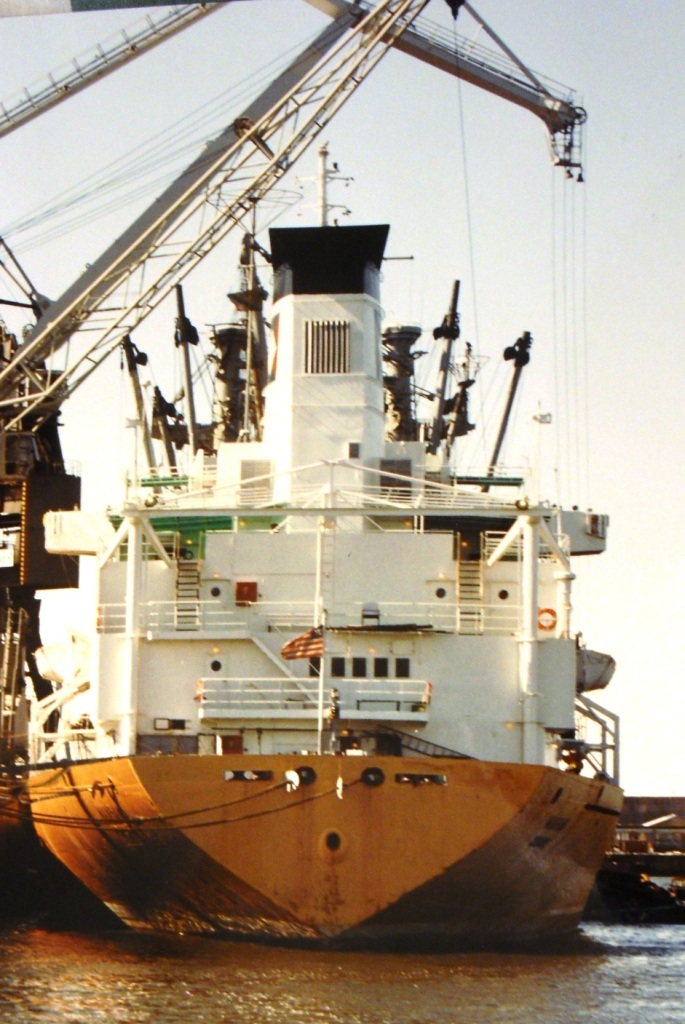
Stückgutfrachter Mangan

Die Komrowski Befrachtungskontor KG wurde 1953 gegründet, da zukünftig neben eigener Tonnage und Ladung auch das allgemeine Befrachtungsgeschäft betrieben werden sollte. Da der einzige Sohn des Reeders im Krieg gefallen war, wurde Dr. R. Phillippi zum Geschäftsführer bestellt, der 1982 ausschied. Seit 1969 war der Enkel Ernst Peter Komrowski in der Firma und übernahm acht Jahre später die Firmenlenkung. 1978 verstarb der Firmengründer.
Nach 1953 wurden größere, universelle und anspruchsvolle Stückgutfrachter mit Ladekühlräumen, Süßöltanks und umfangreichem Ladegeschirr für die Linienfahrt gebaut und an Linienreedereien verchartert. Beispiele dafür sind die Vulkan (II) mit 7.100 tdw, die Montan mit 9.750 tdw, die Adrian (10.400 tdw) und die Ossian (15.400 tdw). Dazu zählten auch die Merian und Mangan mit 15.500 tdw, die 1968/69 von der Lübecker Flender-Werke AG abgeliefert wurden.
Mit der Vulkan (III) wurde 1962 das erste und für sehr lange Zeit das einzige Massengutschiff gebaut, 
mit 30.700 tdw ein „Bulker“ ohne eigenes Ladegeschirr, das mit einem 10.500 PS–Zweitakt-Dieselmotor 15 Knoten lief.

## Ausflaggung und Firmengründungen
Aufgrund der häufigen DM-Aufwertungen war der Schiffsbetrieb mit deutschen Seeleuten teuer geworden, der internationale Wettbewerb wurde für deutsche Reeder immer schwieriger. Das betraf besonders die älteren, nicht automatisierten Überseeschiffe mit drei Wachen, die mit 35 bis 40 Mann Besatzung fuhren.
Mit der Ausflaggung und Beschäftigung ausländischer Seeleute wurden Kosten gespart. Daher wurden 1972 in Curaçao auf den Niederländischen Antillen zwei Tochtergesellschaften gegründet und die Adrian und Montan erhielten die niederländische Flagge. Die Balkan, Ossian und Vulkan wurden nach Liberia ausgeflaggt und umbenannt.
Nachdem Komrowski 1954 bereits die erste Übersee-Zweigstelle in Jakarta eingerichtet hatte, folgte 1956 die Gründung der Antwerp Steel Export NV, einer Stahl-Handelsgesellschaft in Antwerpen, die heute (als ASE Metals NV, ASE Europe NV und ASE Chemicals NV) im internationalen Handelsgeschäft der Komrowski-Gruppe immer noch mit besonderem Fokus auf Stahl und Stahlprodukte, aber auch Glas, Baustoffen und anderen Produkten tätig ist.
1957 folgt die Gründung der Versicherungsagentur Assekuranz-Kontor Montan GmbH, die als Versicherer seitdem ebenfalls im Montanhof ansässig ist. Die Komrowski Engineering GmbH wurde 1965 ebenso in Hamburg gegründet und 1972 schließlich Komrowski (Hong Kong) Ltd. und New World Shipping Company N.V. in Curaçao, die auf den Niederländischen Antillen als unabhängige Gesellschaft bis heute besteht.
1973 wurde mit zwei Partnern die AMAZSA (Agencia Maritima Artiach Zuazaga) in Bilbao begründet, ein in verschiedenen Bereichen tätiges Schifffahrtsunternehmen.

## Containerschiffe (1979 bis heute)
1979 befanden sich zwei Container-Mehrzweckfrachter, die in der Fachwelt auch als Semicontainerschiffe bezeichnet wurden, mit eigenem Umschlagsgeschirr im Bau. Die Christina Isabel und die Mount Sabana (18.300 tdw) wurden 1978/79 von den Korea Shipbuilding & Engineering Co. Ltd. in Busan abgeliefert. Von der VEB Warnowwerft in Warnemünde kam 1984 die Montan (IV), die eine Tragfähigkeit von 17.330 tdw hatte. Das 1980 als Christian Wesch von den Howaldtswerke/Deutsche Werft AG, Kiel, abgelieferte Containerschiff wurde 1986 im Rahmen einer Zwangsversteigerung von der Reederei Wesch erworben und als Balkan (III) in die Flotte eingegliedert. Das Schwesterschiff Sandra Wesch wurde auf gleichem Weg ersteigert und in Adrian (III) umbenannt.
Von der Hamburg Süd wurden die Columbus Olinda und Columbus Ohio (Neptun Werft, Rostock) gekauft, die unter diesen Namen bis 1995 an die Hamburg Süd verchartert wurden. Die Columbus Olinda erhielt nach dem Auslaufen der Charter den Namen Heluan, die Columbus Ohio wurde 1995 verkauft.
Von der Stocznia Szczecinska S. A. in Stettin (ehemals Stettiner Vulcan) wurde 1994 die Dorian (1.525 TEU) abgeliefert, für die das Komrowski Befrachtungskontor als Korrespondentreeder fungierte. 1996 und 1997 kam von dieser Werft die etwas größere Vulkan (IV) und Adrian (IV), die Stellplätze für 1725 TEU boten.
In den beiden Jahrzehnten werden zudem wiederum weitere Unternehmen der Komrowski-Gruppe am Hamburger Firmensitz gegründet. 1981 entsteht dort Komrowski Maritim GmbH, die unter anderem bei Vertragsabschlüssen und Verwaltung von Schiffsneubauten, Marine- und Offshore-Technik oder im Bereich der Ausrüstung und technischen Unterstützung tätig ist. Mit der Montan Capital GmbH entsteht 2003 das reedereieigene Emissionshaus und 2005 folgt Komrowski Bulk Shipping für die Massengutbefrachtung.
Am 14. Dezember 2011 gab E.R. Schiffahrt bekannt, dass man sich mit dem Mitbewerber Komrowski zu einer neuen Reederei namens Blue Star Holding zusammenschließen wolle. Dadurch entstünde die größte deutsche Reedereigruppe mit mehr als 160 Schiffen. Die Kapitalmehrheit an dieser neuen Reederei würde bei E. R. Capital, der Holdinggesellschaft der E. R. Schiffahrt-Gruppe, liegen.

## Schiffe aus China
Von kleinen Werften in China wurden zehn 500-TEU-Containerfeederschiffe bestellt, die teilweise an andere deutsche Reeder weiterverkauft wurden. Außerdem befinden sich noch zwei 700-TEU-Schiffe (Bauj. 2003, 2005), zwei 1.300-TEU-Schiffe (Bauj. 2007) in der Flotte. Vier weitere 1.100-TEU-Schiffe wurden bzw. werden 2009/2010 abgeliefert.
Außerdem kamen seit 2000 drei Panamax-Massengutschiffe (74.000 tdw) wie z. B. die Merian von der Hudong Shipyard, das vierte wird 2010 abgeliefert.

## Blue Star
Die Blue Star Line (BSL) war eine britische Reederei mit Hauptsitz in London und betrieb einen sehr erfolgreichen Liniendienst nach Südamerika. Die Schifffahrtsdienste wurden im Laufe der Zeit bis Australien, Nordamerika und Ostasien ausgeweitet. Das Unternehmen gehörte zu den Pionieren im Geschäft der Verschiffung von Tiefkühlprodukten mit Kühlschiffen und später ebenso zu den Pionieren der Verschiffung von Tiefkühlladung in Porthole-Containern.
1998 verkaufte die englische Vestey-Familie den Containerdienst der Blue Star Line an die P & O. Sie wurde 2002 als Reederei Blue Star GmbH in Hamburg neu gegründet. 2005 wurde P & O Nedlloyd mit der A.P. Moeller Maersk-Gruppe fusioniert, dadurch kam die Reederei Blue Star GmbH als eine 100%ige Tochter zur Maersk-Gruppe. Durch die 2008 durchgeführte Konzentration auf das Kerngeschäft wurde von Maersk beschlossen, Blue Star zu verkaufen. 2009 übernahm das Komrowski Befrachtungskontor KG die Reederei Blue Star und das Management der 34 Containerschiffe der Blue-Star-Flotte. Damit erhöht sich die Komrowskiflotte auf insgesamt 52 Schiffe, vorwiegend Containerschiffe, die eine Gesamtkapazität von rund 190.000 TEU Stellplätze aufweisen.